# Neohattoria perversa
Neohattoria perversa là một loài rêu tản trong họ Jubulaceae. Loài này được (Stephani) R.M. Schust. miêu tả khoa học lần đầu tiên năm 1970.